# Boglárkacincér
A boglárkacincér (Cortodera flavimana) a cincérfélék családjába tartozó, Délkelet-Európában és Kis-Ázsiában honos, boglárkákon élő bogárfaj. 

## Megjelenése
A boglárkacincér testhossza 8-12 mm. Az előtor felülnézetben nagyjából kerek, a szárnyfedők oldalvonalai enyhén keskenyedők. Alapszíne fekete, a potroh vége vörösbarna, elülső lába, valamint a középső és hátulsó lábszár töve világos. Szárnyfedői sárgásvörösek (egy színváltozatainál feketék), varratuk és az oldalszegély fekete. Az előtor szőrei a középvonaltól kétoldalt ferdén kifelé irányulnak, mintha szét lennének fésülve, a korongon pedig ferdén befelé irányulnak, így a középvonal mellett kétoldalt a szőrök egy-egy vonal mentén összefutnak. 

## Elterjedése és életmódja
Délkelet-Európában (A Kárpát-medencében, valamint a Közép- és Kelet-Balkánon) és Kis-Ázsiában honos. Magyarországon ritka. 
Életmódja kevéssé ismert, lárvája valószínűleg különféle boglárkafajok gyökerében él. Az imágó áprilistól júniusig rajzik.
Magyarországon védett, természetvédelmi értéke 5000 Ft.

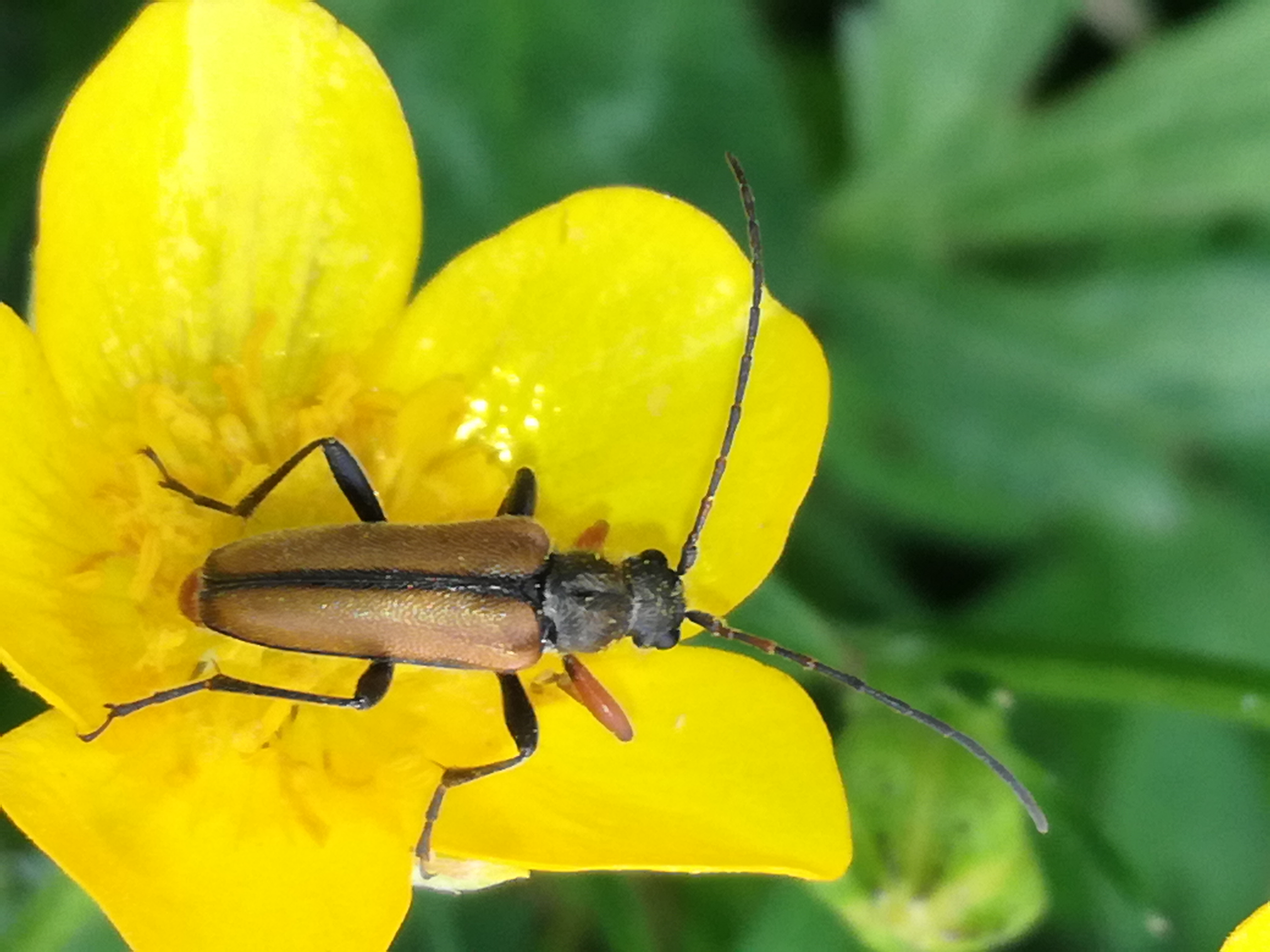
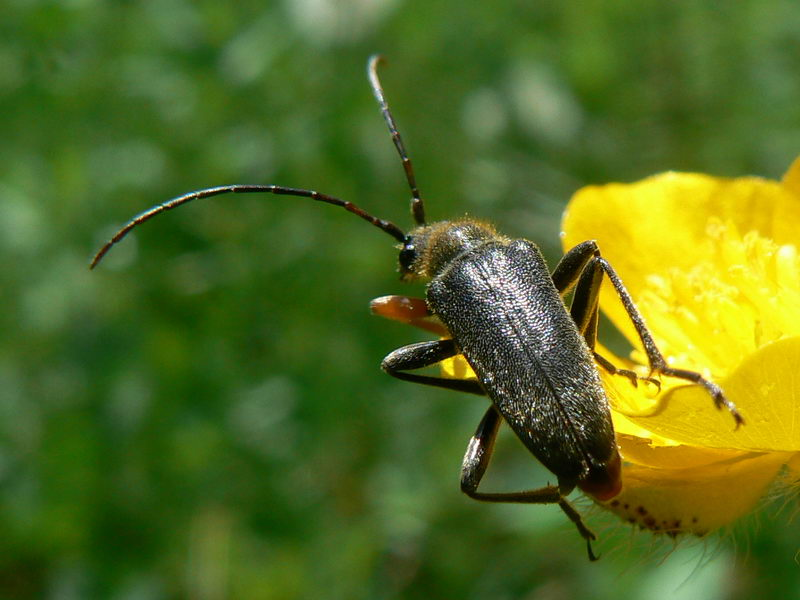
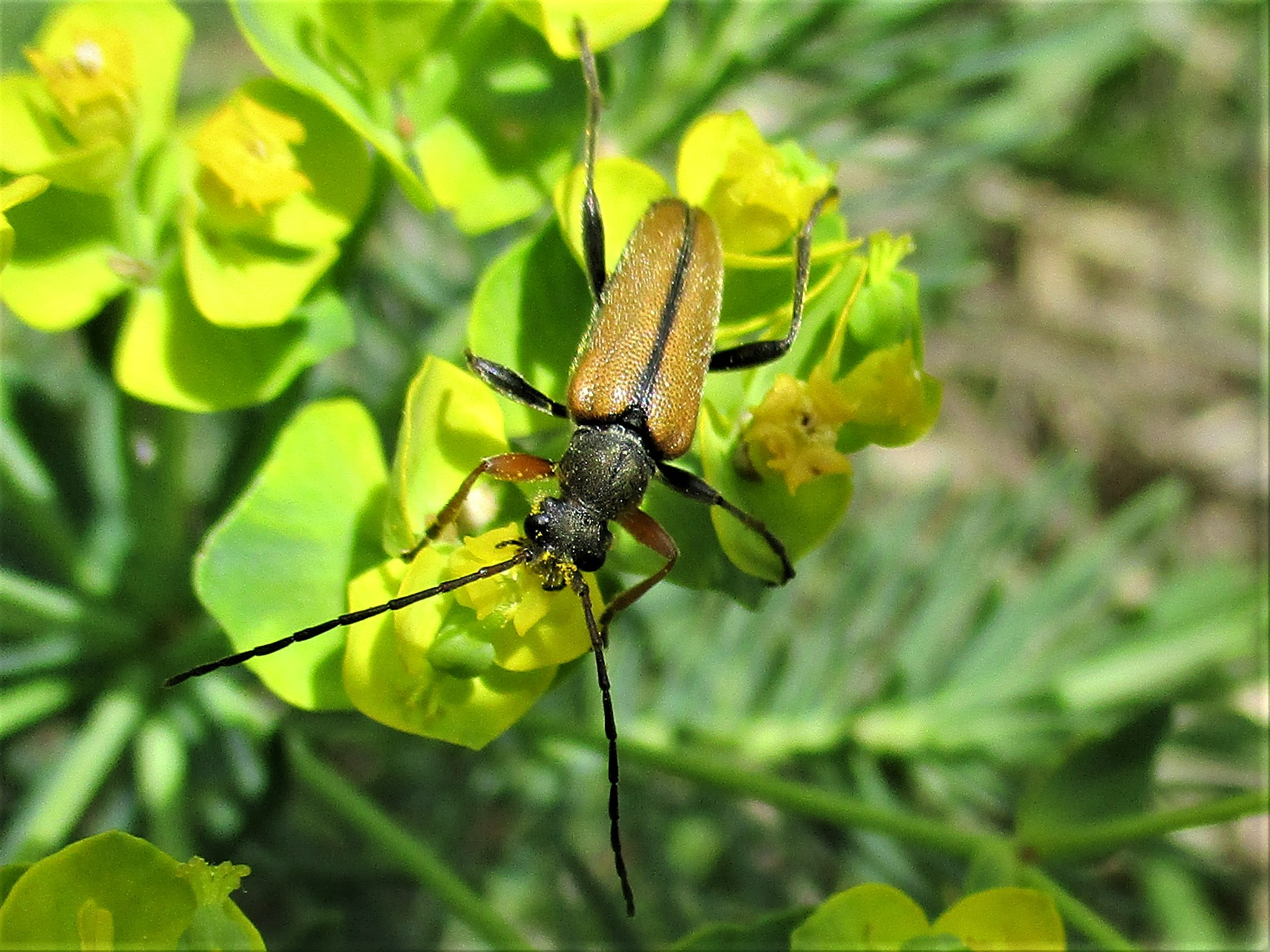
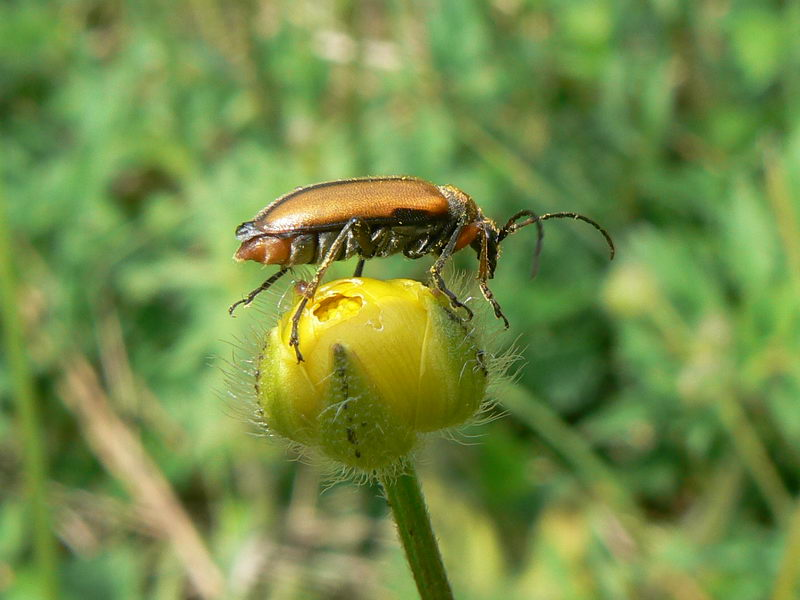